# Нагрудний знак «Знак пошани» (ДСНС)
Нагрудний знак «Знак пошани» — відомча заохочувальна відзнака Державної служби України з надзвичайних ситуацій.
Знак є аналогом Почесної відзнаки МНС України, що вручалася до 2014 року.

## Історія нагороди

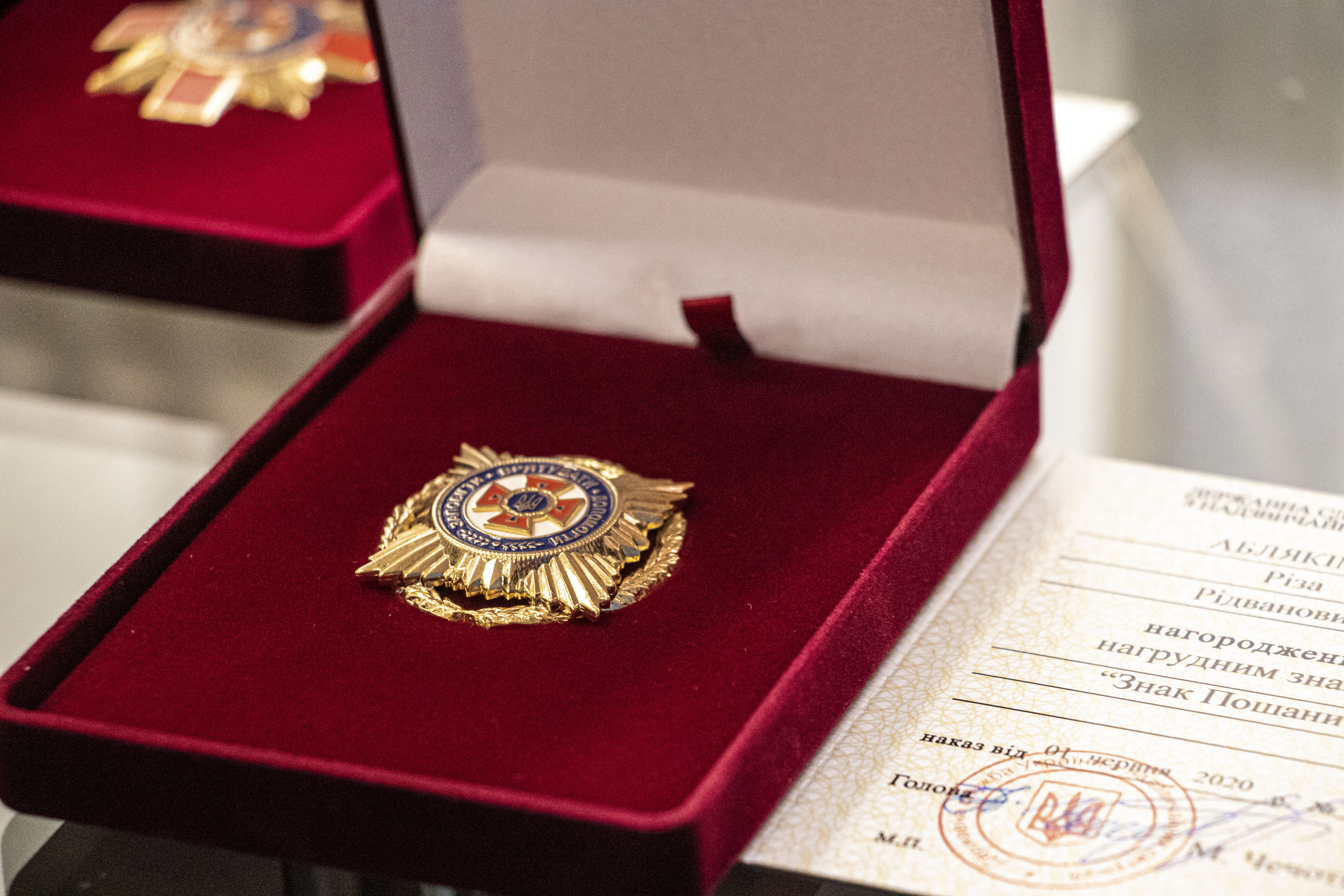
Нагрудний знак «Знак пошани»

30 травня 2012 року Президент України В. Ф. Янукович видав Указ, яким затвердив нове положення про відомчі заохочувальні відзнаки; міністрам, керівникам центральних органів виконавчої влади, керівникам (командувачам) військових формувань, державних правоохоронних органів було доручено забезпечити в установленому порядку перегляд актів про встановлення відомчих заохочувальних відзнак, приведення таких актів у відповідність із вимогами цього Указу. Наказом Міністерства оборони України від 17 січня 2014 року № 33 «Про відомчі заохочувальні відзнаки Державної служби України з надзвичайних ситуацій» серед інших була встановлена відзнака — нагрудний знак «Знак Пошани». 26 листопада 2018 останній наказ було визнано таким, що втратив чинність та видано новий наказ № 953 «Про відомчі заохочувальні відзнаки Державної служби України з надзвичайних ситуацій».

## Положення про відзнаку
- Нагрудним знаком «Знак Пошани» нагороджуються особи з числа персоналу Державної служби України з надзвичайних ситуацій, які успішно й сумлінно виконують службові (трудові) обов’язки, мають не менше 10 років вислуги (стажу роботи) у системі Державної служби України з надзвичайних ситуацій у календарному обчисленні, нагороджені Подякою, Грамотою і Почесною грамотою, за особистий внесок у розвиток системи цивільного захисту; особливі заслуги в організації та здійсненні заходів щодо запобігання надзвичайним ситуаціям, що загрожують життю або здоров’ю людей, завдають матеріальних збитків, рятування людей та матеріальних цінностей, ліквідації наслідків надзвичайних ситуацій; особливі заслуги під час виконання службових обов’язків; особливі трудові заслуги; високі досягнення у професійній діяльності, а також за 25 і більше років бездоганної служби (праці).
- Нагрудний знак «Знак Пошани» є найвищою заохочувальною відзнакою Державної служби України з надзвичайних ситуацій.
- Нагрудним знаком «Знак Пошани» можуть відзначатися особи рядового і начальницького складу, звільнені зі служби цивільного захисту, пенсіонери з числа колишніх працівників та державних службовців ДСНС, якщо вони не були раніше нагороджені цією відзнакою.
- Протягом календарного року кількість нагороджених не може перевищувати 400 осіб.

## Опис відзнаки

Планка відзнаки до 2018 року

- Нагрудний знак «Знак Пошани» складається із чотирипроменевої зірки з розбіжними рельєфними променями, виготовленими з металу жовтого кольору, та накладеної на неї чотирипроменевої зірки, виготовленої з металу білого кольору, які, у свою чергу, накладені на коло у вигляді лаврового вінка з металу жовтого кольору. У центрі знака — круглий медальйон білого кольору, посередині якого — емблема Державної служби України з надзвичайних ситуацій. Медальйон обрамлено смужкою синього кольору з жовтими рельєфними пружками, на якій розміщено напис по колу літерами золотистого кольору «ЗАПОБІГТИ ВРЯТУВАТИ ДОПОМОГТИ». У центрі нижньої частини смужки — рельєфне зображення двох колосків золотистого кольору, направлених у протилежні боки.
- Розмір знака: між протилежними кінцями зірки — 45 мм, між протилежними краями вінка — 40 мм.
- На зворотному боці відзнаки розміщено нарізний штифт із круглою гайкою для кріплення нагрудного знака до одягу та передбачено місце для гравірування номера відзнаки.
- Планка відзнаки — металева прямокутна пластина, обтягнута шовковою муаровою стрічкою оранжевого кольору з вертикальними смужками білого й синього кольорів по краях завширшки по 2 мм кожна. Розміри планки: висота — 12 мм, ширина — 28 мм.
- До 2018 року планка відзнаки мала вигляд стрічки оранжевого кольору з вертикальними смужками малинового, білого й синього кольорів по краях шириною 2 мм кожна[4].

## Порядок носіння відзнаки
- Нагрудний знак «Знак Пошани» носиться з правого боку грудей і розміщується нижче державних нагород України та іноземних державних нагород.
- Замість відзнаки нагороджений має право носити планку до неї, що розміщується після планок державних нагород України та іноземних державних нагород.